# 紋鰭緋鯉
紋鰭緋鯉，為輻鰭魚綱鱸形目鱸亞目鬚鯛科的其中一種，分布印度太平洋區，從東非至夏威夷群島海域，棲息深度可達50公尺，體長可達33公分，生活在沙泥底質的海域，屬肉食性，可做為食用魚。